# Могилёв-Подольский приборостроительный завод
Могилёв-Подольский приборостроительный завод — промышленное предприятие в городе Могилёв-Подольский Могилёв-Подольского района Винницкой области Украины.

## История
После начала Великой Отечественной войны с 23 июня 1941 года начались воздушные бомбардировки города. 
4 июля советские войска отступили на левый берег Днестра, 7 июля 1941 года начались бои за Могилёв-Подольский. 19 июля 1941 года он был оккупирован немецко-румынскими войсками и включён в состав Румынии. Перед отступлением гитлеровцев все промышленные предприятия города были разрушены. 19 марта 1944 года город был освобождён советскими войсками. В дальнейшем, началось восстановление городского хозяйства.
Приборостроительный завод был построен и введен в эксплуатацию после окончания войны.
В годы восьмой пятилетки (1966 - 1970) завод был реконструирован (для него был построен новый производственный корпус), оснащён новым оборудованием и увеличил выпуск продукции. В 1969 году промышленные предприятия города были подключены к единой энергосистеме СССР.
Продукция предприятия получила Государственный знак качества СССР, она использовалась на всей территории СССР и экспортировалась в иностранные государства.
В целом, в советское время завод входил в число ведущих предприятий города.
После провозглашения независимости Украины, в условиях разрыва хозяйственных связей и экономического кризиса 1990х годов положение предприятия осложнилось. Помимо промышленного оборудования (сушильные шкафы, датчики-реле температуры и др.) завод освоил выпуск электроприборов хозяйственно-бытового назначения (кухонные электроплитки, электродуховки и электронагреватели-"кипятильники" для воды).
В мае 1995 года Кабинет министров Украины утвердил решение о приватизации завода, в дальнейшем государственное предприятие было преобразовано в открытое акционерное общество.
Начавшийся в 2008 году экономический кризис ухудшил положение предприятия, 21 сентября 2011 года по заявлению отдела налоговой инспекции хозяйственный суд Винницкой области возбудил дело № 15/82/2011/5003 о банкротстве предприятия. 26 мая 2012 года завод был признан банкротом, в июле 2012 года - остановил производственную деятельность и началась процедура его ликвидации.